# Österreichischer Zivilschutzverband
Der Österreichische Zivilschutzverband ist ein Dachverband aus zehn Organisationen, einer auf Bundesebene (dem Bundesverband, ÖZSV) und je einer aus jedem Bundesland.

## Aufgaben
Die Aufgaben begründen sich im Artikel 9a der Österreichischen Bundesverfassung über die Umfassende Landesverteidigung sowie in den entsprechenden Landesgesetzen. Seit 1. Januar 2024 ist das Rettungs- und Zivilschutzorganisationen-Unterstützungsgesetz in Kraft, welches die Aufgaben des Bundesverbandes (ÖZSV) wie folgt beschreibt:
Erhöhung der allgemeinen Katastrophenresilienz der Bevölkerung, insbesondere durch Vermittlung von Kenntnissen und Fertigkeiten in der Eigenvorsorge, sowie [zur] Förderung des Selbstschutzgedankens im Rahmen der zivilen Landesverteidigung [...].
Der Verband hat eine rein informative Aufgabe zum Selbstschutz der Zivilbevölkerung in verschiedensten Notsituationen. Damit ist er ein Bestandteil des Staatlichen Krisen- und Katastrophenschutzmanagements des Innenministeriums. Im Gegensatz zu den Feuerwehren oder den Rettungsdiensten hat der Zivilschutzverband keine operative Aufgabe, d. h., er wird im Ernstfall nicht selbst tätig.

## Tätigkeiten
Die einzelnen Verbände wurden in den 1960er Jahren gegründet, als die atomare Bedrohung als größte Gefahr angesehen wurde. Diesen Szenarien entsprechend legte man damals das Hauptaugenmerk auf die richtige Anlage von Schutzräumen in Privathäusern, welche auch teilweise in den jeweiligen Bauordnungen der Bundesländer vorgeschrieben waren. Mit der Änderung der Bedrohungen wird heute mehr Wert auf den Schutz in Katastrophenfällen wie beispielsweise Hochwässer oder Blackout gelegt.
Eine der Hauptaufgaben ist die Förderung des Selbstschutzgedankens. Dies soll durch verschiedenste Kurse und Schulungen erreicht werden,  welche bis auf Gemeindeebene für alle Zivilpersonen durchgeführt werden. Dabei soll Privatpersonen gezeigt werden, wie sie sich bei verschiedenen Notfällen selbst und ihrem Umfeld helfen können, bis Hilfe von außen eintrifft. In den einzelnen Gemeinden kann der Zivilschutzverband dazu Sicherheitsinformationszentren organisieren, die entweder eine dauernde Einrichtung der Gemeinde sind oder in Form von Veranstaltungen temporär als Anlaufstelle dienen. Überregionale Schulungszentren befinden sich in allen Bundesländern. Durch die enge Zusammenarbeit mit der Feuerwehr, befinden sich diese Zentren oft an Standorten der Landesfeuerwehrschulen.
Eine weitere Aufgabe ist auch eine Beratung und Koordination beim Erstellen von Gesetzen, die ebenfalls Notfallsituationen betreffen. Dazu führt der ÖZSV auch regelmäßigen Erfahrungsaustausch mit inländischen Partnerorganisationen und ähnlichen ausländischen Organisationen durch.

## Landesorganisationen
Der Verband organisiert sich föderal in den Länderverbänden:
- Bevölkerungsschutz Burgenland - Katastrophen- und Zivilschutzverband, Eisenstadt, Hartlsteig 2[3]
- Kärntner Zivilschutzverband, Klagenfurt, Rosenegger Straße 20,[4] Haus der Sicherheit
- Niederösterreichischer Zivilschutzverband, Tulln, Langenlebarner Straße 106[5]
- Oberösterreichischer Zivilschutzverband, Linz, Petzoldstraße 41[6]
- Salzburger Zivilschutzverband, Salzburg, Karolingerstraße 32[7]
- Steirischer Zivilschutzverband, Lebring, Florianistrasse 24[8]
- Tiroler Zivilschutzverband, Innsbruck, Eduard-Wallnöfer-Platz 3[9]
- Vorarlberger Zivilschutzverband, Bregenz, Landhaus, Römerstraße 15,[10]
- Die Helfer Wiens, 1070 Wien, Hermanngasse 24[11]